# 8-フェニルテオフィリン
8-フェニルテオフィリン(8-Phenyltheophylline)または8-フェニル-1,3-ジメチルキサンチン(8-Phenyl-1,3-dimethylxanthine)は、キサンチン系の薬品であり、アデノシンA1受容体及びアデノシンA2A受容体の強い選択的アンタゴニストとして作用するが、他のキサンチン誘導体と異なり、ホスホジエステラーゼ阻害活性は持たない。動物に対しては、カフェインと同程度の強さの覚醒作用を持つ。また、8-フェニルテオフィリンは肝臓の酵素であるCYP1A2を強く選択的に阻害する効果も見られ、通常はCYP1A2によって代謝される他の薬品とも相互作用する。